# Cambridge City, Indiana
Cambridge City är en kommun (town) i Wayne County i Indiana. Vid 2010 års folkräkning hade Cambridge City 1 870 invånare.